# Onkkaala
Onkkaala (även: Epaala eller Pälkäne kyrkoby) är en tätort (finska: taajama) och centralort i Pälkäne kommun i landskapet Birkaland i Finland. Vid tätortsavgränsningen den 31 december 2021 hade Onkkaala 2 565 invånare och omfattade en landareal av 8,26 kvadratkilometer.